# Centre Wellington
Centre Wellington – gmina (ang. township) w Kanadzie, w prowincji Ontario, w hrabstwie Wellington.
Powierzchnia Centre Wellington to 407,33 km². Według danych spisu powszechnego z roku 2001 Centre Wellington liczy 24 260 mieszkańców (59,56 os./km²).